# Myropsis
Myropsis is een geslacht van kreeftachtigen uit de klasse van de Malacostraca (hogere kreeftachtigen).

## Soort
- Myropsis quinquespinosa Stimpson, 1871